# Diggins
Diggins és una població dels Estats Units a l'estat de Missouri. Segons el cens del 2000 tenia 298 habitants.

## Demografia
Segons el cens del 2000, Diggins tenia 298 habitants, 115 habitatges, i 87 famílies. La densitat de població era de 143,8 habitants per km².
Dels 115 habitatges en un 36,5% hi vivien nens de menys de 18 anys, en un 64,3% hi vivien parelles casades, en un 7% dones solteres, i en un 23,5% no eren unitats familiars. En el 20% dels habitatges hi vivien persones soles el 7,8% de les quals corresponia a persones de 65 anys o més que vivien soles. El nombre mitjà de persones vivint en cada habitatge era de 2,59 i el nombre mitjà de persones que vivien en cada família era de 2,91.
Per edats la població es repartia de la següent manera: un 24,5% tenia menys de 18 anys, un 9,1% entre 18 i 24, un 35,2% entre 25 i 44, un 22,5% de 45 a 60 i un 8,7% 65 anys o més.
L'edat mediana era de 36 anys. Per cada 100 dones de 18 o més anys hi havia 100,9 homes.
La renda mediana per habitatge era de 29.688 $ i la renda mediana per família de 33.500 $. Els homes tenien una renda mediana de 27.143 $ mentre que les dones 18.500 $. La renda per capita de la població era de 15.038 $. Entorn del 8,7% de les famílies i l'11,7% de la població estaven per davall del llindar de pobresa.

## Poblacions més properes
El següent diagrama mostra les poblacions més properes.